# Muqadar Qazizadah
Muqadar Qazizadah (sinh ngày 11 tháng 9 năm 1988) là một cầu thủ bóng đá người Afghanistan hiện tại thi đấu cho Shaheen Asmayee F.C. ở Afghanistan. Đến năm 2011, Qazizadh thi đấu cho Kabul Bank F.C.. Anh cũng là cầu thủ của Đội tuyển bóng đá quốc gia Afghanistan. Anh mang áo số 2 và thi đấu ở vị trí hậu vệ phải.

## Danh hiệu
Shaheen Asmayee F.C.
- Giải bóng đá ngoại hạng Afghanistan: 2
  - 2013
  - 2014

Afghanistan
- Giải vô địch bóng đá Nam Á 2013